# Xyccarph migrans
Xyccarph migrans är en spindelart som beskrevs av Hubert Höfer och Antonio D. Brescovit 1996. Xyccarph migrans ingår i släktet Xyccarph och familjen dansspindlar. Inga underarter finns listade i Catalogue of Life.